# Palting
Palting osztrák község Felső-Ausztria Braunau am Inn-i járásában. 2019 januárjában 963 lakosa volt. 

## Elhelyezkedése

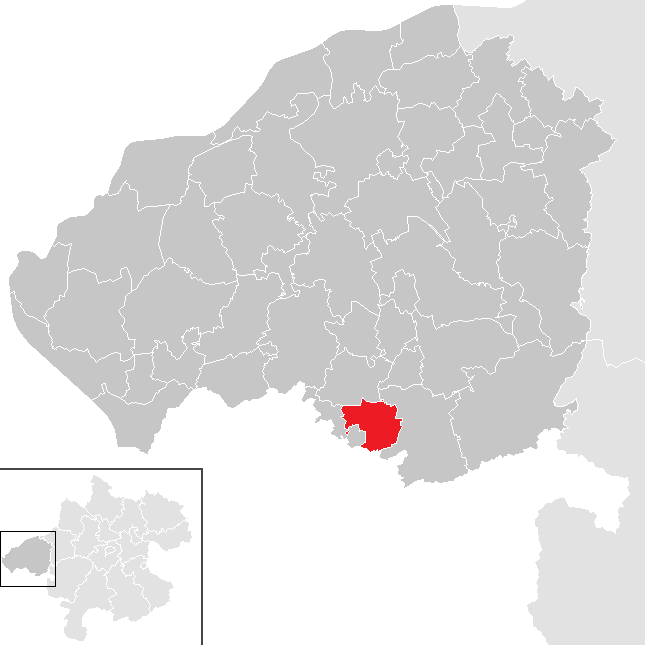
Palting a Braunau am Inn-i járásban

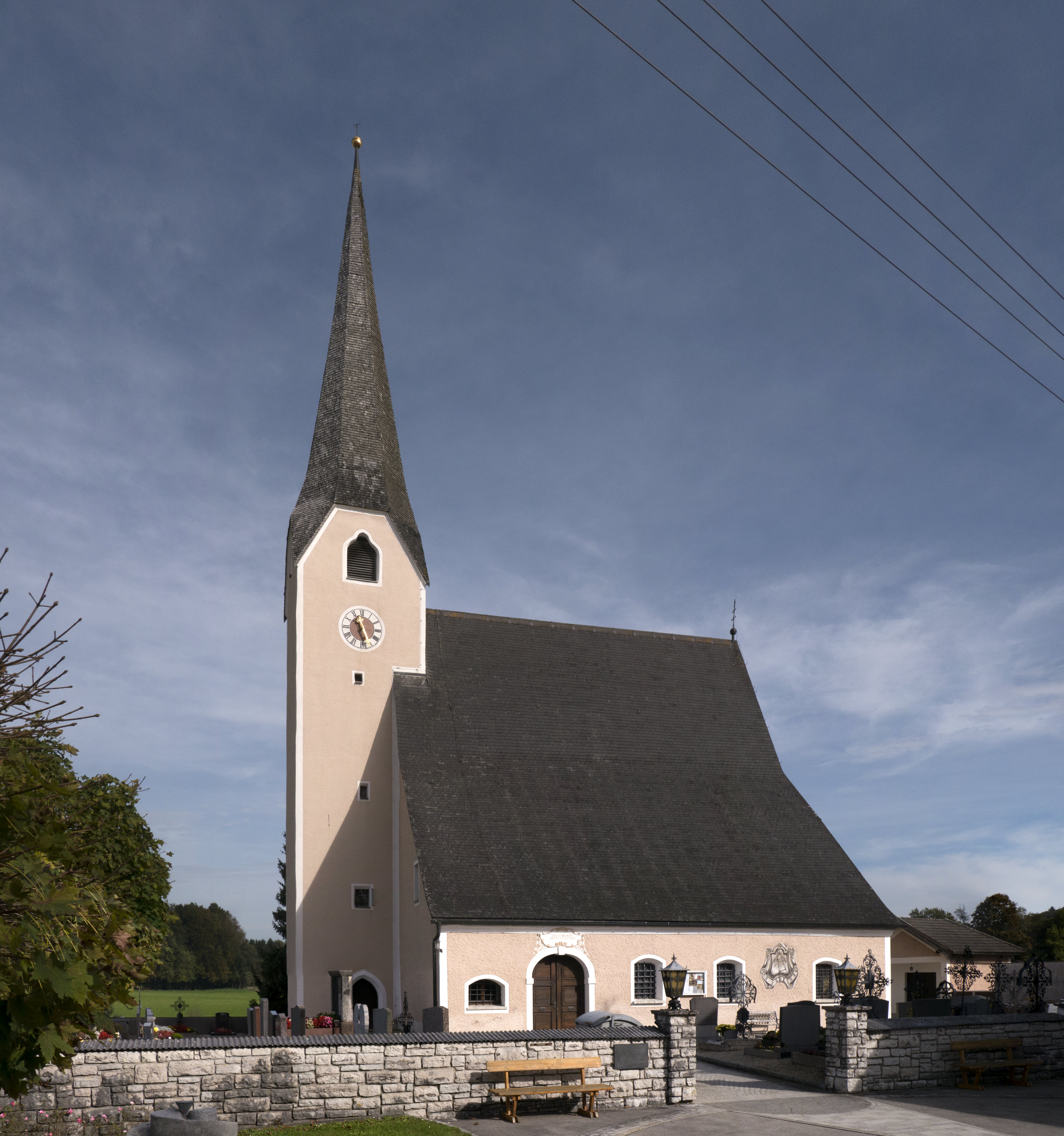
Palting temploma

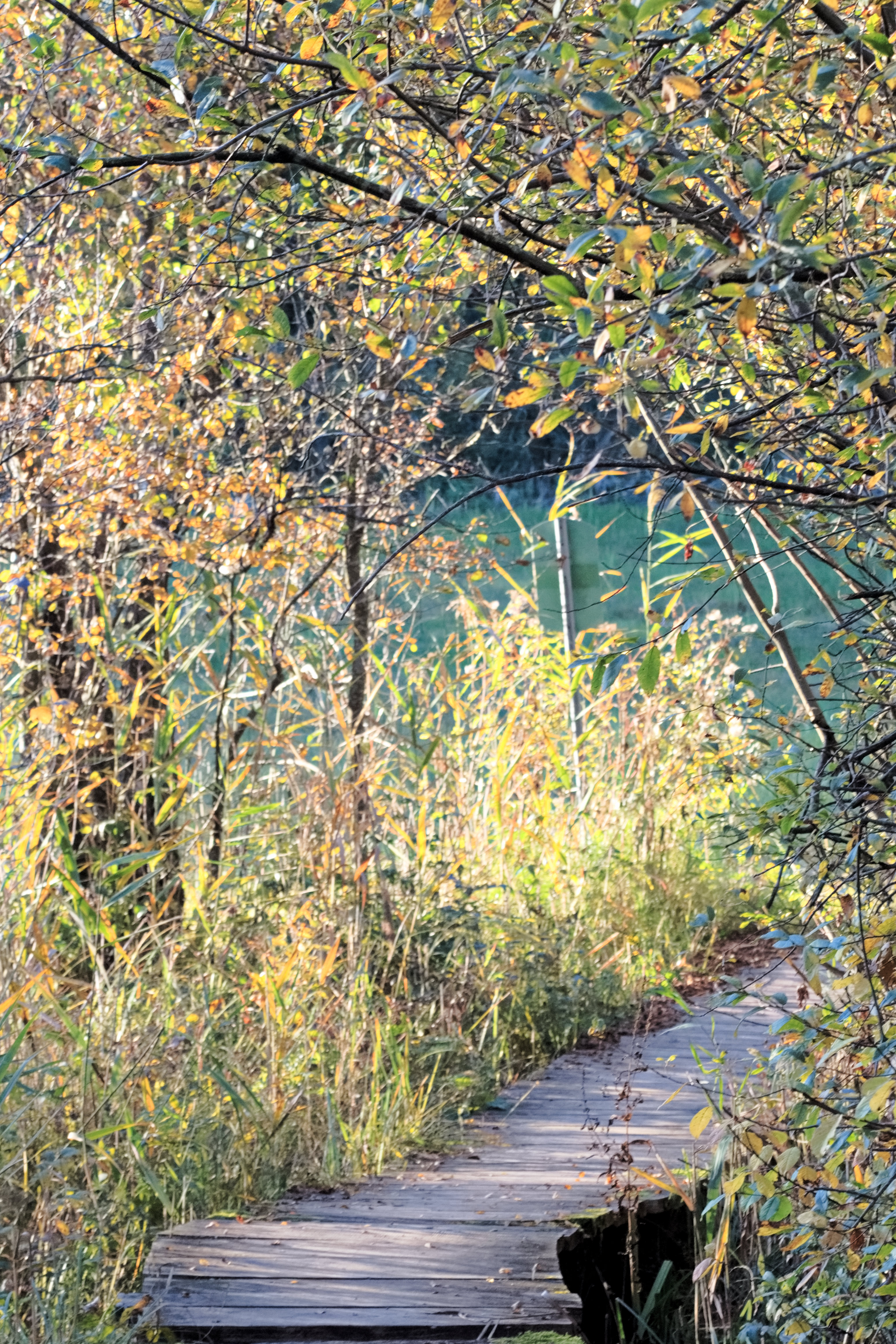
Turistaösvény a Grabensee partján

Palting Felső-Ausztria Innviertel régiójában fekszik a Mattig folyó mentén. Hozzá tartozik a Grabensee tavának északkeleti partja. Területének 17,5%-a erdő, 74,6% áll mezőgazdasági művelés alatt. Az önkormányzat 20 településrészt és falut egyesít: Bergham (16 lakos 2018-ban), Brandstätt (20), Bruck (63), Dietersham (31), Eidenham (94), Fischerjuden (54), Guggenberg (26), Heming (99), Hiltenwiesen (68), Imsee (14), Macking (8), Mödenham (2), Mundenham (192), Neckreith (16), Palting (87), Rutzing (11), Singham (67), Stockham (13), Unteröd (7) és Weikertsham (75).
A környező önkormányzatok: nyugatra Perwang am Grabensee, északra Kirchberg bei Mattighofen, keletre Lochen am See, délre Mattsee (Salzburg tartomány).   

## Története
Palting alapításától kezdve egészen 1779-ig Bajorországhoz tartozott, amikor azonban a bajor örökösödési háborút lezáró tescheni béke következtében a teljes Innviertel Ausztriához került át. A napóleoni háborúk során 1809-ben a régiót a franciákkal szövetséges Bajorország visszakapta, majd Napóleon bukása után ismét Ausztriáé lett.
A köztársaság 1918-as megalakulásakor Paltingot Felső-Ausztria tartományhoz sorolták. Miután Ausztria 1938-ban csatlakozott a Német Birodalomhoz, az Oberdonaui gau része lett. A második világháború után a falu visszakerült Felső-Ausztriához. 1958-ban az addigi Palting-Perwang önkormányzat kettévált és Palting önálló község lett.  

## Lakosság
A paltingi önkormányzat területén 2019 januárjában 963 fő élt. A lakosságszám 1961 óta gyarapodó tendenciát mutat. 2016-ban a helybeliek 96,8%-a volt osztrák állampolgár; a külföldiek közül 2,3% a régi (2004 előtti), 0,3% az új EU-tagállamokból érkezett. 2001-ben a lakosok 93,1%-a római katolikusnak, 1,4% evangélikusnak, 3,5% pedig felekezeten kívülinek vallotta magát. 
A lakosság számának változása:

| 2016 | 911 |
| 2018 | 938 |

## Látnivalók
- a Simon és Júdás aposotoloknak szentelt gótikus plébániatemplom

## Fordítás
- Ez a szócikk részben vagy egészben  a   Palting című német Wikipédia-szócikk ezen változatának fordításán alapul.  Az eredeti cikk szerkesztőit annak laptörténete sorolja fel. Ez a jelzés csupán a megfogalmazás eredetét és a szerzői jogokat jelzi, nem szolgál a cikkben szereplő információk forrásmegjelöléseként.